# 해피 뷰티 데이
《해피 뷰티 데이》는 KBS 조이의 텔레비전 프로그램이다.

## 방송 개요
- 넘쳐나는 뷰티 제품들 쏟아지는 뷰티 정보 속에서 허우적대던 지난날들 bye bye~ 생활 속 밀착 뷰티 모두가 꿈꾸는 뷰티 나에게 꼭 필요한 뷰티로만 채운 고농축 뷰티 정보 쇼! 지금 당신이 선택해야 할 단 하나의 뷰티, 해피뷰티데이!

## 방송 시간
- 매주 일요일 오후 8:00

## 출연자
- 박솔미
- 윤보라
- 연두콩